# Guy Gilbert
Padre Guy Gilbert (Rochefort, 12 settembre 1935) è un presbitero e educatore francese, fondatore del centro Bergerie de Faucon per ragazzi di strada e canonico della Cattedrale di Notre Dame.

## Biografia
Nato a Rochefort, Gilbert studiò in seminario in Algeria e fu sacerdote ad Algeri fino al 1970. Tornò poi in Francia, a Parigi, dove si specializzò nel lavoro contro la delinquenza giovanile nella classe operaia. In particolare, la sua azione si svolse nel XIX arrondissement, dove era presente una numerosa comunità di Pieds-noirs. Acquistò una fattoria nel sud della Francia,  nel dipartimento delle Alpi dell'Alta Provenza, e fondò il centro Bergerie de Faucon, dove ragazzi difficili potessero essere rieducati e rinseriti nella società attraverso il lavoro, il contatto con gli animali e la natura e il rispetto per sé stessi.
Regolare corrispondente di Radio Notre-Dame, frequentemente ospite in televisione, è anche giornalista per il giornale cattolico La Croix e autore prolifico. L'aspetto di Guy Gilbert, con i lunghi e fluenti capelli brizzolati e con indosso il solito malconcio giubbotto di pelle, e il suo linguaggio sono decisamente poco ortodossi. Il presidente francese Jacques Chirac lo nominò cavaliere della Legione d'Onore. Il premio gli fu consegnato dall'Abbé Pierre.